# Tonium
| Eon                                            | Era                | Periode      | Ouderdom Ma |
| ---------------------------------------------- | ------------------ | ------------ | ----------- |
| Fanerozoïcum                                   | Paleozoïcum        | Cambrium     | later       |
| Proterozoïcum                                  | Neoproterozoïcum   | Ediacarium   | 635 - 541   |
| Proterozoïcum                                  | Neoproterozoïcum   | Cryogenium   | 720 - 635   |
| Proterozoïcum                                  | Neoproterozoïcum   | Tonium       | 1000 - 720  |
| Proterozoïcum                                  | Mesoproterozoïcum  | Stenium      | 1200 - 1000 |
| Proterozoïcum                                  | Mesoproterozoïcum  | Ectasium     | 1400 - 1200 |
| Proterozoïcum                                  | Mesoproterozoïcum  | Calymmium    | 1600 - 1400 |
| Proterozoïcum                                  | Paleoproterozoïcum | Statherium   | 1800 - 1600 |
| Proterozoïcum                                  | Paleoproterozoïcum | Orosirium    | 2050 - 1800 |
| Proterozoïcum                                  | Paleoproterozoïcum | Rhyacium     | 2300 - 2050 |
| Proterozoïcum                                  | Paleoproterozoïcum | Siderium     | 2500 - 2300 |
| Archeïcum                                      | Neoarcheïcum       | Neoarcheïcum | vroeger     |
| Indeling van het Proterozoïcum volgens de ICS. |                    |              |             |

Het geologisch tijdperk Tonium is de vroegste periode van het era Neoproterozoïcum, onderdeel van het eon Proterozoïcum. Het Tonium duurde van 1000 - 720 Ma. Het werd voorafgegaan door het Mesoproterozoïsche Stenium en op het Tonium volgt het Cryogenium.
In het Tonium vond de eerste verspreiding van Acritarcha, een uitgestorven groep micro-organismen, plaats.
Het belangrijkste kenmerk van het Tonium was misschien het supercontinent Rodinië, dat 100 Ma voor het begin ervan was ontstaan. Het is het oudste tijdvak waarvan (met behulp van het paleomagnetisme) enigszins met zekerheid gezegd kan worden waar de continenten lagen. Om Rodinië heen lag de oceaan Mirovia.
Het begin van het Tonium valt ongeveer samen met het einde van de Grenville-orogenese. Verder trad tijdens het Tonium de Australische Edmund-orogenese (ca. 920 - 850 Ma) op.